# Francesco Bartolozzi

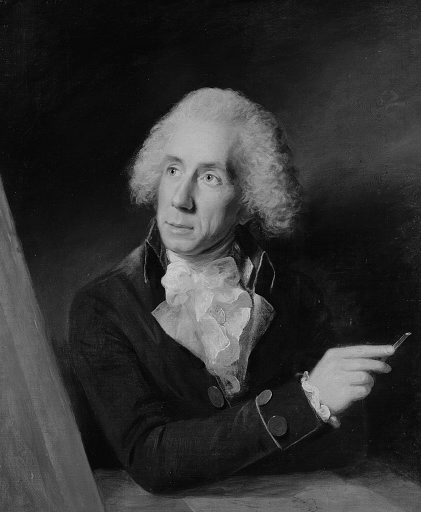
Lemuel Francis Abbott, Portret Francesca Bartolozziego

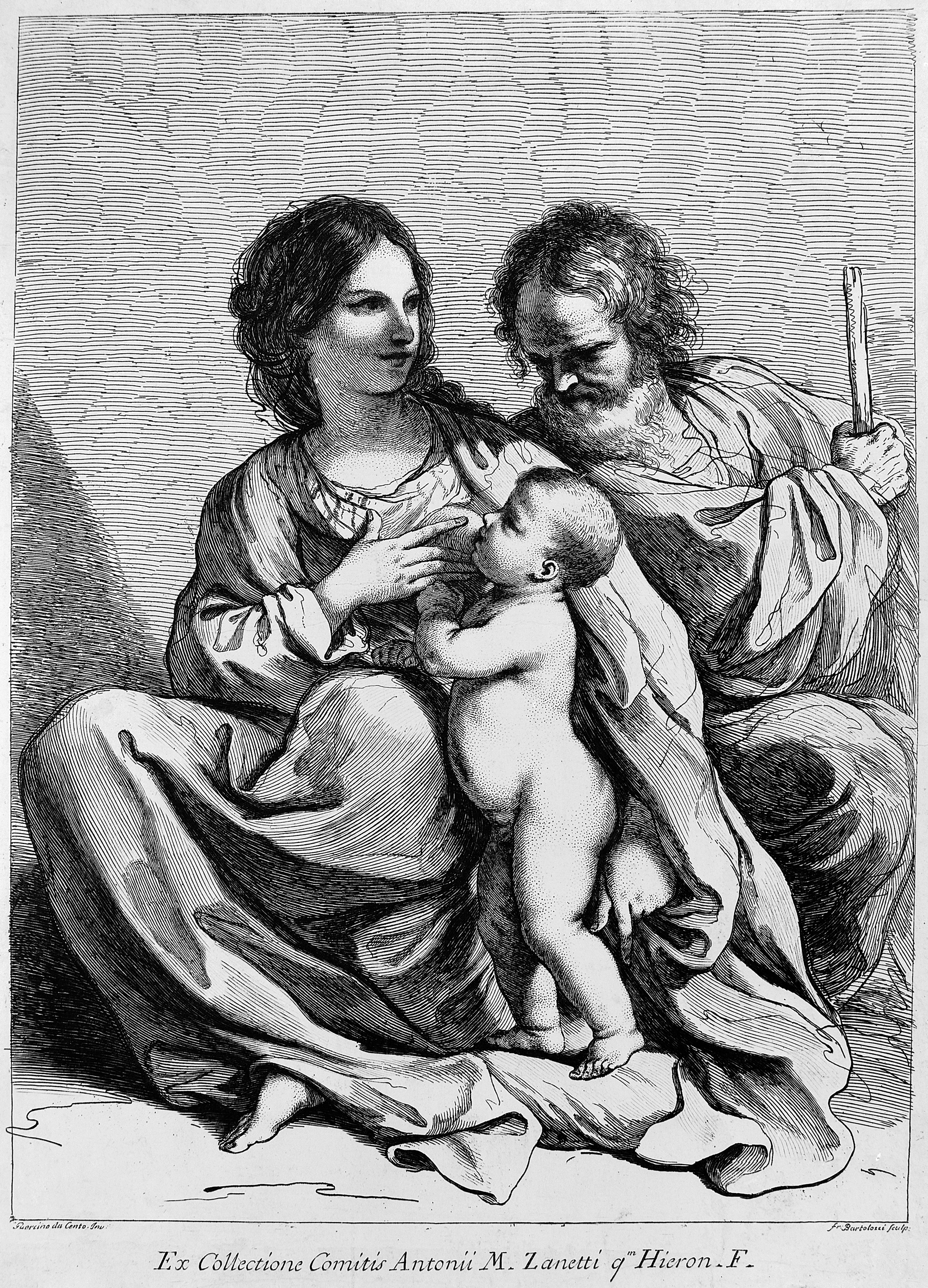
Francesco Bartolozzi, Grafika według G. Guercina

Francesco Bartolozzi (ur. 21 września 1727 we Florencji, zm. 7 marca 1815 w Lizbonie) – włoski grawer na dworze Jerzego III Hanowerskiego.
Był synem złotnika, uczył się malarstwa we Florencji, później grawerowania w Wenecji, zaczął karierę w Rzymie. W 1764 został zaproszony do Londynu, gdzie spędził 40 następnych lat i pod patronatem króla Jerzego III wykonał wiele grawerunków. W 1802 został zaproszony do Lizbony jako dyrektor Akademii Narodowej. Był członkiem Royal Academy of Arts.